# Зиястинова, Эльвира Ринадовна
Эльвира Ринадовна Зиястинова (13 февраля 1991, Ижевск) — российская футболистка, защитник клуба «Рязань-ВДВ» и сборной России. Мастер спорта России международного класса (2016).

## Биография

### Клубная карьера
Начала заниматься футболом в 14-летнем возрасте, воспитанница команды «Жемчужина» (Ижевск), первый тренер — Галиев Фарид Рафитович. С 2009 года выступала на взрослом уровне за клуб высшей лиги «Звезда» (Звенигород). В дальнейшем играла в высшей лиге за клубы «Зоркий» и «Мордовочка».
С 2013 года выступала за «Россиянку», в составе этого клуба стала в 2016 году чемпионкой России, а в 2015 году — серебряным призёром. В 2017 году играла за московский ЦСКА, но часть сезона провела в аренде в «Россиянке».
29 января 2018 года красноярский «Енисей» объявил о переходе Эльвиры Зиястиновой. В команде спортсменка провела один сезон, сыграв во всех 14 матчах.
В 2019 году перешла в московский «Локомотив», где сходу стала основным игроком команды. Серебряный призёр чемпионата России 2019 и 2020 годов. В 2021 году была в заявке клуба, но ни разу не вышла на поле.
В январе 2023 года перешла в «Рязань-ВДВ».

### Карьера в сборной
Выступала за юношескую (U17) и молодёжную (U19) сборные России. С 2015 года выступает за национальную сборную, дебютный матч сыграла 25 ноября 2015 года против Турции. В 2015 году стала серебряным призёром летней Универсиады в корейском Кванджу.
В 2017 году стала участницей финального турнира чемпионата Европы, выходила на поле во всех трёх матчах.